# شهرستان جکسون (آیووا)
شهرستان جکسون، آیووا (به انگلیسی: Jackson County, Iowa) شهرستانی در ایالات متحده آمریکا است که در آیووا واقع شده‌است.